# Deinypena transversata
Deinypena transversata là một loài bướm đêm trong họ Noctuidae.